# Teslim Fatusi
Teslim Fatusi (Surulere, 17 de setembro de 1977) é um ex-futebolista profissional nigeriano, foi campeão olímpico. 